# Ключникова Балка
Ключникова Балка — хутор в Неклиновском районе Ростовской области России.
Входит в состав Поляковского сельского поселения.

## Население
| 2010 |
| ---- |
| 309  |

## Улицы
- ул. Октябрьская,
- ул. Пушкина,
- ул. Слободская.

## Известные уроженцы
- Петренко, Николай Владимирович (род. 1928) — советский передовик производства в области энергетического машиностроения, Герой Социалистического Труда.